# Gustave Humbert
Gustave Humbert, né le 28 juin 1822 à Metz et mort le 24 septembre 1894 à Beauzelle, est un juriste, universitaire et homme politique français de la IIIe République, figure de la gauche républicaine.  
Professeur de droit romain à la faculté de Toulouse et secrétaire perpétuel de l'Académie de législation, il est député de la Haute-Garonne de 1871 à 1875, sénateur inamovible à partir de 1875, ministre de la Justice et des Cultes en 1882 et premier président de la Cour des comptes de 1890 à 1894.

## Biographie

### Origines, famille et études
Gustave Amédée Humbert naît le 28 juin 1822 à Metz (Moselle) de l'union de Louis Nicolas Humbert, négociant en vins et ancien volontaire de 1792, et de Jeanne Toussaint.  
L'aîné de ses trois frères, Louis-Amédée Humbert, adjoint au maire de Metz, refuse de prêter serment à l'Empire en 1852 et, élu député de la Moselle en 1871, démissionne la même année de l'Assemblée nationale après le vote des préliminaires de paix avec l'Allemagne pour protester contre l'annexion de l'Alsace-Lorraine.  
Après des études d'humanités classiques au lycée de Metz, il entre à la faculté de droit de Paris où il est reçu docteur en droit le 16 janvier 1844. Sa thèse sur les Conséquences des condamnations pénales, relativement à la capacité des personnes, en droit romain et en droit français est couronnée du premier prix de doctorat de la faculté en 1845.  

### Carrière universitaire
Répétiteur de droit à Paris, il se déclare républicain après la révolution de 1848 et est nommé sous-préfet de Thionville par le gouvernement provisoire le 15 mars 1848, poste qu'il occupera jusqu'à sa destitution par Louis-Napoléon Bonaparte le 20 février 1851.  
Il retourne alors à l'enseignement et publie un Commentaire de la loi portant abolition de la mort civile en 1855. En 1858, il obtient un prix de l'Institut, section de l'Académie des sciences morales et politiques, pour un mémoire sur les Régimes nuptiaux des Gaulois. 
Reçu le 1er avril 1859 à l'agrégation des facultés de droit à Toulouse, il est délégué comme chargé de cours à la faculté de droit de Grenoble en 1860 avant d'être rappelé sur sa demande à Toulouse en 1862. 
Le 11 décembre 1864, il devient professeur titulaire de la chaire de droit romain à la faculté de Toulouse. La même année, l'Académie de législation dont il est membre le choisit comme secrétaire perpétuel. 
Il publie divers articles dans la Revue historique de droit français et étranger et dans le Dictionnaire des Antiquités grecques et romaines, prépare l'édition française du Manuel des antiquités romaines de Theodor Mommsen et publie, en 1886, un Essai sur les finances et la comptabilité publique chez les Romains. Il est membre de l'Académie impériale de Metz.

### Parcours politique
Après la chute de l'Empire, il est élu — avec les deux tiers des suffrages exprimés — député de la Haute-Garonne lors des élections législatives du 8 février 1871. Républicain modéré, proche de Jules Grévy et de Jules Ferry, il participe à la fondation du groupe Gauche républicaine, dont il est un temps vice-président.  
Élu sénateur inamovible sur la liste des gauches le 11 décembre 1875, Gustave Humbert le restera jusqu'à sa mort. Il est vice-président du Sénat du 30 janvier au 29 juillet 1882.  
Le 29 décembre 1877, il est appelé aux fonctions de procureur général près la Cour des comptes, alors cumulables avec un mandat parlementaire, par le président du Conseil Jules Dufaure. Installé le 9 janvier 1878, il est candidat en 1880 à la première présidence contre Paul Bethmont, qui l'obtient, ce qui le conduit à démissionner le 28 octobre.   
Le 30 janvier 1882, il est nommé garde des Sceaux, ministre de la Justice et des Cultes dans le deuxième gouvernement Charles de Freycinet, de gauche républicaine. Le 16 février 1882, il dépose au nom du gouvernement un important projet de réforme judiciaire, en réponse à celui du député Félix Martin-Feuillée. Souffrant, Gustave Humbert présente sa démission au président Jules Grévy, qui la refuse en lui accordant un congé d'un mois. Il quitte ses fonctions à la démission du gouvernement, le 6 août 1882. Redevenu sénateur, il est en 1883 candidat au poste de premier président de la Cour de cassation, confié à Jules Cazot. Il est réélu vice-président du Sénat en 1885.  
Le 15 février 1890, il est nommé premier président de la Cour des comptes par le président de la République Sadi Carnot, succédant finalement à Paul Bethmont. Réélu vice-président du Sénat les 10 janvier 1889 et 16 janvier 1890, et élu vice-président de la Haute Cour de justice le 12 avril 1889, il abandonne ces deux vice-présidences le jour de sa nomination. En 1893, il est candidat à l'Académie des sciences morales et politiques. Le 3 mars 1894, il obtient du Sénat la reconstruction du palais d'Orsay et son affectation à la Cour des comptes, qui siégeait alors au Palais-Royal.  

### Mort
Il meurt en fonctions à Beauzelle, en Haute-Garonne, le 24 septembre 1894, âgé de 72 ans.

## Synthèse des mandats politiques
- Député de la Haute-Garonne de 1871 à 1875
- Sénateur inamovible de la Haute-Garonne de 1875 à 1894

## Décorations
Par décret du 18 janvier 1879 rendu sur le rapport du ministre des Finances, Gustave Humbert est fait chevalier de la Légion d'honneur en qualité de procureur général près la Cour des comptes. Il est décoré le 19 février 1879 par Jules Petitjean, premier président de la Cour des comptes. Il est promu officier de la Légion d'honneur par décret du 13 juillet 1880, en la même qualité. Il est décoré le 15 février 1882 par Ernest Roy, président de la troisième chambre de la Cour des comptes. 
Il est nommé officier d'Académie en 1863 et promu officier de l'Instruction publique en 1873. 